# 孔雲
孔雲（?—?），字炳明，福建永定人，清朝政治人物、進士出身。
乾隆四年（1739年）登進士，授陕西兴安州知州、平利知县，调授湖南龙山、石门知县、升澧州知州。